# E-Type
Bo Martin Erik Erikson, meglio noto come E-Type (Uppsala, 27 agosto 1965), è un musicista e cantante svedese.

## Biografia
Nato nel 1965 in Svezia, ad Uppsala, figlio di Elisabeth e del noto attore televisivo svedese Bo ("Bosse") G. Eriksson, ha una sorella di nome Erika.
Negli anni dell'adolescenza si trasferisce a Bromma e attualmente vive nel cuore di Stoccolma.
La sua carriera musicale è precoce: dopo essere stato batterista nel gruppo metal degli Hexenhaus, incide con Stakka Bo tre singoli nel 1991 come risultato di una collaborazione. Questo lo ha portato a lavorare come DJ nel canale Z-TV. Il suo primo singolo da solista è I'm Falling, che esce nella seconda metà del 1993 ma che fa scarse vendite.

## Il progetto E-Type
Il progetto E-Type si fa conoscere nel 1994 grazie alla collaborazione con i produttori della Cheiron DenniZ PoP, Max Martin e Amadin nell'album di debutto Made In Sweden. Un singolo di questo album, Set The World On Fire, raggiunge l'apice in Svezia: primo posto nella classifica dei brani dance svedesi, secondo posto in quella delle vendite svedesi e quarto posto nella classifica israeliana. Altri quattro singoli scalarono rapidamente le classifiche svedesi: tra questi ci sono la ballata Do You Always (Have To Be Alone) e Russian Lullaby, scritta in collaborazione con Jonas Berggren, del gruppo Ace of Base. Lo stesso album fu lanciato sul mercato nel novembre del 1994 e velocemente arrivò al numero 2 della classifica degli album. Solamente in tutta la Svezia furono vendute 100 000 copie dell'album, che rimase in classifica per 26 settimane.
Nel 1996, gli E-Type e la squadra dei produttori passarono il loro tempo a lavorare sul nuovo album, The Explorer, che fu lanciato sul mercato il 23 ottobre. Questo vendette più di 20 000 copie. Dopo cinque anni di silenzio, gli E-Type tornano alla ribalta e, nel 2001, lanciano il loro nuovo singolo, Life. Il lancio del loro nuovo album, intitolato Euro IV Never, fu posticipato alla fine dello stesso anno. Nel 2004 Max Martin, Rami e gli E-Type producono l'album Loud Pipe Save Lives, lanciato il 24 marzo. All'inizio di aprile, il singolo Paradise raggiunge l'undicesimo posto in Finlandia ed entra nella classifica finlandese dei brani dance più popolari, occupando il ventottesimo posto. Il 14 marzo del 2007 esce il singolo True Believer. È anche l'anno del lancio di un nuovo album, Eurotopia. Nella primavera del 2008, gli E-Type appaiono al Melodifestivalen 2008 con il singolo Line of Fire assieme alla rock band The Poodles. Nel 2011 esce il nuovo singolo Back 2 Life.

## Membri
Come in tutti i gruppi Eurodance, oltre al cantante (in questo caso Bo Martin Erik Erikson) era presente anche una cantante femminile. La musica degli E-Type seguiva lo stesso modello della musica Eurodance: musica passata al sintetizzatore accompagnata dalla voce del cantante e da un coro cantato dalla cantante Nana Hedin. Nana è la cantante che ha accompagnato la maggior parte delle canzoni degli E-Type. Viene spesso confusa con l'altra ragazza del gruppo, la ballerina turca Dilnarin Demirbag, che ha cantato in playback le parti cantate da Nana.
Purtroppo a Nana Hedin, nel 2008, è stato diagnosticato un tumore alla lingua che ne ha interrotto la carriera. Nel 2001 Dee lascia il gruppo per seguire la carriera di solista. Tuttavia, cinque anni dopo Dee fa il suo ritorno per un concerto in Russia. Attualmente, è un membro del gruppo. L'ultima canzone in cui si sente la voce di Nana Hedin è il singolo Paradise, del 2004.

## Premi
Gli E-Type hanno partecipato agli Swedish Dance Music Awards nel marzo del 1995. Vinsero tre awards: Miglior Canzone, Miglior Artista e Miglior Gruppo Emergente. Nel 1995 fanno uscire sei singoli in Francia e Italia, tra i quali  This Is The Way, che raggiunge il quindicesimo posto nella Classifica Statunitense e il sesto nella UK Club Chart. Nel 1999, gli E-Type vengono nominati per un Grammy Svedese nella categoria 'Modern Dance' assieme al Dr. Bombay, Richi M e Black Moses.

## Curiosità
- Il singolo Campione 2000 è stato usato come inno per gli Europei di Calcio Euro 2000.

## Discografia

### Album
| Anno | Album                   | Svezia | Finlandia | Norvegia |
| ---- | ----------------------- | ------ | --------- | -------- |
| 1994 | "Made in Sweden"        | 2      | -         | -        |
| 1996 | "The Explorer"          | 5      | -         | -        |
| 1998 | "Last Man Standing"     | 1      | 1         | 2        |
| 1999 | "Greatest Hits"         | 12     | 25        | 6        |
| 2001 | "Euro IV Ever"          | 2      | 3         | 7        |
| 2004 | "Loud Pipes Save Lives" | 2      | 13        | 17       |
| 2007 | "Eurotopia"             | 10     | -         | -        |

### Singoli
| Anno | Brano                                 | Svezia | Belgio | Finlandia | Francia | Paesi Bassi | Norvegia | Svizzera | Europa | Resto del mondo |
| ---- | ------------------------------------- | ------ | ------ | --------- | ------- | ----------- | -------- | -------- | ------ | --------------- |
| 1991 | "We Got the Atmosphere" con Stakka Bo | -      | -      | -         | -       | -           | -        | -        | -      | -               |
| 1992 | "Numania 1" con Stakka Bo             | -      | -      | -         | -       | -           | -        | -        | -      | -               |
| 1993 | "I'm Falling"                         | -      | -      | -         | -       | -           | -        | -        | -      | -               |
| 1994 | "Set the World on Fire"               | 2      | -      | -         | 13      | 48          | -        | -        | -      | 22              |
| 1994 | "This Is the Way"                     | 1      | -      | -         | 14      | 26          | -        | -        | -      | 15              |
| 1995 | "Do You Always (Have To Be Alone)?"   | 13     | -      | -         | -       | -           | -        | -        | -      | -               |
| 1995 | "So Dem a Com" Solo in Francia        | -      | -      | -         | -       | -           | -        | -        | -      | -               |
| 1995 | "Russian Lullaby"                     | 45     | -      | -         | 35      | -           | -        | -        | -      | -               |
| 1995 | "Set the World on Fire '95"           | -      | -      | -         | -       | -           | -        | -        | -      | -               |
| 1996 | "Free Like a Flying Demon"            | 1      | -      | -         | -       | -           | -        | -        | -      | -               |
| 1996 | "Calling Your Name"                   | 4      | -      | -         | -       | -           | -        | -        | -      | 17              |
| 1997 | "Back in the Loop"                    | 10     | -      | 20        | -       | -           | -        | -        | -      | -               |
| 1997 | "I Just Wanna Be With You"            | 10     | -      | 15        | -       | -           | -        | -        | -      | -               |
| 1997 | "You Will Always Be a Part of Me"     | 30     | -      | -         | -       | -           | -        | -        | -      | -               |
| 1998 | "Angels Crying"                       | 2      | -      | 2         | -       | 45          | 2        | -        | -      | -               |
| 1998 | "Here I Go Again"                     | 1      | -      | 1         | 25      | 72          | 3        | -        | -      | -               |
| 1999 | "Princess of Egypt"                   | 9      | -      | -         | -       | -           | -        | -        | -      | -               |
| 1999 | "Hold Your Horses"                    | 26     | -      | -         | -       | -           | -        | -        | -      | -               |
| 2000 | "Megamix" Inedito                     | -      | -      | -         | -       | -           | -        | -        | -      | -               |
| 2000 | "Campione 2000"                       | 2      | 40     | -         | 66      | 3           | 9        | 61       | -      | -               |
| 2000 | "Es Ist Nie Vorbei" con Blümchen      | 28     | -      | -         | -       | -           | -        | -        | -      | -               |
| 2001 | "Life" feat. Na Na                    | 1      | -      | 16        | -       | -           | 3        | -        | -      | -               |
| 2002 | "Africa" feat. Na Na                  | 5      | -      | 13        | -       | -           | -        | -        | -      | -               |
| 2002 | "Banca Banca"                         | 32     | -      | -         | -       | -           | -        | -        | -      | -               |
| 2004 | "Paradise" feat. Na Na                | 2      | -      | 11        | -       | -           | 11       | -        | 32     | -               |
| 2004 | "Camilla"                             | -      | -      | -         | -       | -           | -        | -        | -      | -               |
| 2004 | "Olympia"                             | 4      | -      | -         | -       | -           | -        | -        | 52     | -               |
| 2005 | "The Predator / Far Up in the Air"    | 43     | -      | -         | -       | -           | -        | -        | -      | -               |
| 2007 | "True Believer"                       | 1      | -      | 3         | -       | -           | -        | -        | 43     | -               |
| 2007 | "Eurofighter"                         | 17     | -      | -         | -       | -           | -        | -        | -      | -               |
| 2008 | "Line of Fire" con The Poodles        | 3      | -      | -         | -       | -           | -        | -        | -      | -               |
| 2008 | "Ding Ding Song" (Hit solo in Asia)   | -      | -      | -         | -       | -           | -        | -        | -      | -               |